# SSID
SSID (Service Set Identifier) je v informatice identifikátor bezdrátové sítě Wi-Fi. Přístupový bod (AP, access point) vysílá periodicky svůj identifikátor v takzvaném majákovém rámci (beacon frame) a klienti si tak mohou snadno vybrat, ke které bezdrátové síti se připojí.

## Princip SSID
Parametr SSID se skládá z řetězce ASCII znaků dlouhého maximálně 32 znaků. Tento parametr představuje klíč, kterým dochází ke spojení jednotlivých adaptérů v rámci bezdrátové sítě. Všechna bezdrátová zařízení pokoušející se o vzájemnou komunikaci mezi sebou musejí předávat tentýž SSID. Pokud klíč klientského adaptéru se neshoduje s klíčem přístupového bodu (AP), je mu odmítnut přístup, proto se musí nastavit klíč shodně na přístupovém bodu (AP) a na klientském adaptéru. Nastavením různých klíčů můžeme zajistit fungování několika bezdrátových sítí v jedné lokalitě a v rámci stejného frekvenčního rozsahu.
Existují 2 hlavní varianty SSID:
- AD-HOC– je bezdrátové připojení, které se skládá z klientských zařízení bez přístupového bodu (AP). V této bezdrátové síti při ztrátě spojení s jedním zařízením mohou ostatní zařízení dále komunikovat.

- Infrastrukturní sítě obsahuje přístupové body (AP) (BSS (Basic Service set) nebo eventuálně ESS (Extended Service Set)). Tato konfigurace může podporovat možnosti roamingu pro mobilní práci, neboli spojíme více skupin BSS, které můžeme nakonfigurovat jako ESS. Na základě tohoto spojení uživatelé skupiny ESS mohou volně cestovat mezi BSS, přičemž je zachováno trvalé připojení.

## Nastavení SSID
SSID na bezdrátových klientech může být nastaven buď manuálně, vstupem SSID do klientského síťového nastavení, nebo automaticky.
Používaný protokol je IEEE 802.11 standard.
Název sítě je obvykle nastavován k pojmenování síťového operátora, jako je například jméno společnosti. Hodnotu parametru SSID v síti je třeba považovat za první úroveň zabezpečení. Ve své základní, tovární podobě nemusí SSID poskytovat žádnou ochranu proti neoprávněnému přístupu k síti, pokud změníme na obtížněji rozluštitelný text, nedostanou se sem nekompetentní osoby tak snadno. Je-li SSID v bezdrátové síti roven některé z výchozích hodnot, uvedený v tabulce, okamžitě jej změňte.

### Tabulka výchozích hodnot SSID v bezdrátových sítích
| Výrobce     | Výchozí hodnota SSID      |
| ----------- | ------------------------- |
| 3Com        | 101, comcomcom            |
| ASUS        | ASUS                      |
| Cisco       | Tsunami, WaveLAN Network  |
| Compaq      | Compaq                    |
| D-Link      | WLAN                      |
| Intel       | 101, 195, xlan , intel    |
| Linksys     | Linksys, wireless         |
| NetGear     | Wireless                  |
| SMC         | WLAN, SMC                 |
| Symbol      | 101                       |
| Teletronics | any                       |
| Vigor       | default                   |
| Zcomax      | any                       |
| ZyXEL       | Wireless, ZyXel, Internet |
| Ostatní     | Wireless                  |
| CC&C        | MyWlan                    |

## Typy Vysílání SSID
Standardní SSID – Správce sítě často používá veřejný SSID, který je nastaven na přístupný bod a vysílá ke všem bezdrátovým zařízením ve svém rozsahu.
Nevysílající SSID (not broadcasting SSID)
Většina přístupových bodů (AP) v základní konfiguraci posílá informaci o své skupině SSID.
Pro větší bezpečnost se vypíná vysílání SSID. V závislosti na bezdrátovém softwaru se uživateli síť buď neukazuje, nebo je zobrazená jako nepojmenovaná síť. V každém případě, někdo potřebuje manuálně vstoupit do správy SSID pro připojení k síti. Tato metoda není bezpečná, protože pokaždé, když se někdo připojí k síti, odesílá SSID otevřeným textem, i když síťové spojení je jinak zašifrované. Bezpečnostní experti považují vypínání SSID (pokud je to jediné bezpečnostní opatření proti zásahu třetích osob) za bezpečnostní slabinu.
Měly by být používány i další druhy šifrování a identifikace – WEP a nebo WPA.
Současné novější bezdrátové přístupové body zablokují automatickou SSID vysílací vlastnost v pokusu zlepšit síťové zabezpečení. Pokročilé bezdrátové přístupové body (AP) podporují vysílání mnohanásobných SSIDů, poskytujících vytváření virtuálních přístupových bodů (AP) – oddělení jednoho fyzického přístupového bodu (AP) do několika logických přístupových bodů (AP), kdy každý z nich může mít různý soubor bezpečnosti a síťového nastavení.